# Estereòpsia
L'estereòpsia (del grec στερεά, 'sòlida' + Ὄψις, 'visió') és el fenomen dins de la percepció visual pel qual, a partir de dues imatges lleugerament diferents del món físic projectades a la retina de cada ull, el cervell és capaç de recompondre una imatge tridimensional. Aquesta diferència en les dues imatges retinianes s'anomena disparitat horitzontal, disparitat retinal o disparitat binocular; i s'origina per la diferent posició dels dos ulls al cap. L'estereòpsia és una de les vies binoculars per a la percepció de la profunditat, juntament amb altres de caràcter monocular.
Constitueix l'estat més avançat de la percepció visual. En el desenvolupament evolutiu de l'espècie humana (i de tot l'ordre dels primats) l'estereòpsia ha tingut un paper essencial en la seva adaptació al medi.

## Història
Euclides i Leonardo da Vinci ja van observar i estudiar el fenomen de la visió binocular. També l'astrònom Kepler va redactar estudis que comentaven els principis de la mateixa.
Posteriorment, a l'any 1838, el físic Sir Charles Wheatstone va construir el primer aparell que permetia percebre la tridimensionalitat partint de dues imatges (visor estereoscòpic). Aquest fet, curiosament, va succeir abans del descobriment de la fotografia.
L'any 1849, Sir David Brewster va dissenyar i construir la primera càmera estereoscòpica. La càmera disposava d'un visor que permetia veure les imatges preses per les lents. Alguns anys més tard, Oliver Wendell Holmes va construir el que seria l'estereoscopi de mà més popular de segle xix.
En els anys 1930 va ressorgir la estereofotografia amb l'aparició de les càmeres 3D, com Realist o la ViewMaster. Actualment són aparells obsolets.
A mitjans de segle hi va haver diferents intents d'impulsar les pel·lícules 3D sense massa èxit, ja que les tècniques utilitzades provocaven problemes de visió. No va ser fins als anys 80, quan van sorgir les pel·lícules d'alta resolució com IMAX 3D, que es van popularitzar.

## Mecanismes de l'estereòpsia
Si observem objectes molt llunyans, els eixos òptics dels nostres ulls són paral·lels.
Si observem un objecte proper, els nostres ulls giren perquè els eixos òptics quedin alineats sobre ell; és a dir, convergeixin. Així mateix es produeix una acomodació o enfocament per poder veure nítidament l'objecte. Aquest procés conjunt s'anomena fusió.
No tothom té la mateixa capacitat de fusionar una parella d'imatges en una vista tridimensional. Hi ha un percentatge del 5% de la població que té problemes de fusió.
La sensació d'estereòpsia pot produir-se de dues maneres diferents:
1.- L'experiència natural i quotidiana de veure en 3D a partir d'objectes en 3D.
Al posseir visió binocular, els éssers humans veiem el món físic -el qual és volumètric i espacial- en 3D. En aquest cas l'estímul visual és un de sol- l'objecte físic en 3D- vist per tots dos ulls. Aquest fenomen té el seu origen en un estímul binocular diòptic. Per obtenir aquesta sensació d'estereòpsia només es necessita tenir visió binocular.
2.- L'experiència artificial de veure en 3D a partir d'imatges planes en 2D.
Aquest fenomen es dona quan fem ús de la visió binocular per veure dues imatges planes similars, les quals han estat especialment elaborades per a ser vistes en 3D. En aquest cas són dos estímuls visuals -les dues imatges en 2D, una per a cada ull- vistos per tots dos ulls, i l'estereòpsia resultant té el seu origen en un estímul binocular dicóptico. Per aconseguir aquesta sensació calen diferents tècniques de visualització estereoscòpica, com l'estereoscopi, altres visors o fins i tot la visualització lliure.

## Agudesa estereòptica
Es tracta de la capacitat de discernir, mitjançant l'estereòpsia, detalls situats en plans diferents i a una distància mínima.
Hi ha una distància límit a partir de la qual no som capaços d'apreciar aquesta separació de plànols. Aquesta distància límit varia d'unes persones a altres, oscil·lant entre els 60 i diversos centenars de metres.
Un factor que intervé directament en aquesta capacitat és la separació interocular: A major separació entre els ulls, més gran és la distància a la qual seguim apreciant l'efecte de relleu.
Amb uns prismàtics s'aconsegueix una separació interocular més gran que la normal mitjançant la utilització de prismes i, gràcies a això, podem apreciar en relleu els objectes distants que en condicions normals no seríem capaços de separar de l'entorn. Aquesta tècnica s'anomena hiperestereoscopía i produeix la sensació que els objectes són menors.
Per obtenir imatges estereoscòpiques de petits objectes, o fins i tot d'imatges microscòpiques, es necessitarà, per tant, una reducció de la distància interocular o hipoestereoscopía, que produeix l'efecte contrari a la hiperestereoscopiía: els objectes semblen grans.

## Visió estereoscòpica
Els éssers humans tenim dos ulls, localitzats un a cada costat del cap. A causa d'aquesta posició, cadascun obté una vista de la mateixa escena del món amb un angle lleugerament diferent. Les dues vistes tenen moltes coses en comú, però cadascuna conté certa informació visual la qual l'altra manca. A la diferència entre les dues imatges se la denomina disparitat binocular.
Les informacions de cada ull s'envien per separat a el cervell, el qual s'encarrega de combinar-les aparellant les similituds i afegint les diferències per produir finalment una imatge en estèreo; de manera que percebem la sensació de profunditat, llunyania o proximitat dels objectes que ens envolten. Aquest procés de fusió s'anomena estereòpsia.
Gràcies a la visió en estèreo podem veure els objectes sòlids i en tres dimensions espacials: amplada, alçada i profunditat. És aquesta percepció de la profunditat la que fa de la visió estereoscòpica tan essencial, ja que gràcies a aquesta som capaços d'apreciar les diferents distàncies i volums del nostre entorn.
A més, ens permet veure lleugerament al voltant dels objectes sòlids sense necessitat de moure el cap, així com percebre i mesurar l'espai buit.
Moltes accions diàries depenen estretament de la visió estereoscòpica com tirar, agafar o colpejar una pilota, conduir, construir objectes tridimensionals, introduir una moneda en una màquina, enfilar una agulla, aplaudir, etc.

## Tècniques de visualització estereoscòpica
Algunes de les tècniques de creació i visualització més importants en l'actualitat són:
- Anàglifs. Les imatges que formaran la parella estereogràfica es representen superposades, utilitzant dos gammes de colors complementàries. Es visualitzen a través d'unes ulleres amb dos filtres dels mateixos colors complementaris, un color per a cada ull.
- Polarització: Les dues imatges es projectaran mitjançant dos dispositius equipats amb filtres polaritzats, girats 90° respectivament. L'observador haurà d'utilitzar unes ulleres polaritzades.
- Shutter glasses: Es tracta d'unes ulleres que consten de dues lents LCD sincronitzades amb un monitor d'ordinador, de manera que les lents es van tornant opaques alternativament (mai podem veure amb els dos ulls alhora), mentre anem veient les imatges estereogràfiques pel monitor.
- Visors estereoscòpics d'òptica. El parell d'imatges es presenta un al costat de l'altre i per mitjà d'un parell de lents (de plàstic o de vidre), cada ull veu la imatge que li correspon.
- La visualització lliure. És possible veure la parella estereogràfica per mitjà només dels nostres ulls. Aquesta tècnica no requereix de cap accessori com ulleres, lents, visors o monitors. És una habilitat que qualsevol persona que tingui visió binocular pot adquirir amb una mica de pràctica.

També hi ha altres mecanismes, com els cascos de realitat virtual o els monitors lenticulars (on les lents van dins de la pantalla).

## Alteracions en la visió estereoscòpica
L'òptic-optometrista, a través d'una sèrie de tècniques i exàmens visuals, és l'encarregat de detectar alteracions que es perceben en la visió estereoscòpica. Aquestes alteracions solen ser provocades per problemes de visió en un dels ulls o per disfuncions binoculars, de manera que no totes les persones tenen la mateixa capacitat de convertir la informació que rebem de cada ull en una imatge tridimensional. De fet, al voltant de el 5% de la població mundial presenta problemes en la fusió de les imatges captades per cada ull. La figura d'aquest professional gaudeix de gran importància en aquest aspecte, perquè la majoria de les accions que realitzem en la vida quotidiana tenen una estreta relació amb la visió estereoscòpica, una habilitat fonamental en moltes activitats. Potser, una de les més significatives sigui la conducció, situació en la qual resulta primordial calcular adequadament les distàncies. Una mala estereòpsia afectarà també a la feina, especialment en aquelles professions que requereixen una bona visió de prop. A un altre nivell, també és important en l'esport i, avui dia, en tot el referent a pantalles en 3D, videojocs i pel·lícules.

### Sistema pel diagnòstic de les alteracions estereoscòpiques
Existeix un sistema innovador pel diagnòstic precoç, especialment en menors de 7 anys, de les alteracions de la visió estereoscòpica, que permet percebre un objecte en relleu o en tres dimensions. El sistema ha estat desenvolupat per investigadors de la Fundació pel Foment de la Investigació Sanitària i Biomèdica de la Comunitat Valenciana, juntament amb altres institucions.
La plataforma que s'ha dissenyat ofereix un sistema que serveix per mesurar la percepció de profunditat de la visió de pacients, mitjançant tècniques de visió artificial.
Consta d'unes ulleres 3D i un monitor, o bé, unes ulleres de realitat augmentada, un sistema de visió artificial que funciona amb un processador, càmeres i un dispositiu pel suport del mentó del pacient.
Aquest nou sistema ja ha estat patentat i fins al moment s'ha provat en 40 pacients; millora la precisió respecte als tests convencionals, redueix el número de falsos positius i negatius i permet fer uns seguiment de l'evolució quantitativa del pacient al llarg del període de tractament.
El programari que s'ha desenvolupat és intuïtiu i consta de formes i figures atractives pels nens i nenes més petits.
El sistema també permet estimar la percepció de profunditat en mil·límetres i agudeses; evita el problema de l'efecte d'aprenentatge de respostes fixes i, com que no està basat en contorns, evita les pistes monoculars.
La plataforma també detecta el grau d'estereòpsia i permet fer un seguiment de l'evolució quantitativa al llarg del període d'un tractament.